# Sessenhausen (Nadrenia-Palatynat)
Sessenhausen – miejscowość i gmina w Niemczech, w kraju związkowym Nadrenia-Palatynat, w powiecie Westerwald, wchodzi w skład gminy związkowej Selters (Westerwald). Liczy 919 mieszkańców (2010). Leży ok. 4 km na zachód od Selters (Westerwald). 
Po raz pierwszy wzmiankowana w XIII wieku. W 1934 wybudowano kościół św. Józefa (St. Josef).